# Relaciones Ghana-Perú
Relaciones Ghana-Perú son las relaciones bilaterales entre Ghana y Perú. Ambos países son miembros de las Naciones Unidas y del Movimiento de Países No Alineados. La embajada de Perú en Ghana es una de las dos embajadas de Perú en África subsahariana, la otra está en Pretoria, Sudáfrica, desde el cierre de tres embajadas en Kenia, Zambia y Zimbabue en 1990.

## Historia
Las relaciones entre ambos países se remontan a la Conquista y a la época del Virreinato del Perú, ya que una gran cantidad de esclavos africanos provenían de la región. Ambos países establecieron relaciones diplomáticas el 23 de junio de 1987. Perú tiene una embajada en Accra desde 2013, que comparte con otros miembros de la Alianza del Pacífico. Se abrió un consulado Perú en la ciudad costera de Tema in 2015.
En 2015,  una delegación peruana encabezada por el exministro de Relaciones Exteriores, Visitó Acra para promover las relaciones bilaterales, así como inaugurar formalmente la embajada peruana en el estado. En 2016, una delegación de Ghana visitó Perú con el objetivo de fomentar el comercio entre ambos estados.

## Comercio
En el 2020, las exportaciones peruanas a Ghana totalizaron un valor de US$ 17,8 millones, lo que representó un crecimiento de 229% con relación al 2019. En el mismo año, la balanza comercial entre ambos países fue de US$ 17,5 millones, un crecimiento de 276% con relación al año anterior.

## Misiones diplomáticas residentes
- Ghana está acreditada ante el Perú a través de su embajada en Brasilia. También tiene un consulado honorario en Lima.[1]
- Perú tiene una embajada en Acra y un consulado honorario en Tema.